# سارة بيث غري
سارة بيث غري (بالإنجليزية: Sarah Beth Grey)‏ هي لاعب كرة مضرب بريطانية، ولدت في 10 أغسطس 1995 في ليفربول في المملكة المتحدة.

## وصلات خارجية
- سارة بيث غري على موقع رابطة محترفات التنس (الإنجليزية)
- سارة بيث غري على موقع الاتحاد الدولي لكرة المضرب (الإنجليزية)
- سارة بيث غري على موقع بطولة ويمبلدون (الإنجليزية)
- سارة بيث غري على موقع خلاصة التنس.كوم (الإنجليزية)
- سارة بيث غري على موقع إي إس بي إن.كوم (الإنجليزية)